# غاري هربرت
غاري هربرت (بالإنجليزية: Garry Herbert)‏ هو موجه قوارب ‏ ومتحدث تحفيزي بريطاني، ولد في 3 أكتوبر 1969 في لندن في المملكة المتحدة.

## وصلات خارجية
- غاري هربرت على موقع الاتحاد الدولي للتجديف (الإنجليزية)
- غاري هربرت على موقع اللجنة الأولمبية الدولية (الإنجليزية)
- غاري هربرت على موقع أوليمبيديا (الإنجليزية)
- غاري هربرت على موقع اللجنة الأولمبية البريطانية (الإنجليزية)